# Conduction saltatoire

Propagation du potentiel d'action dans une fibre amyélinique et une fibre myélinisée.

La conduction saltatoire est la modalité séquentielle de la transmission de l'influx nerveux, suivant une succession de points régulièrement répartis sur l'axone (nœuds de Ranvier).
La myéline entourant et isolant l'axone ne permettant pas le passage du potentiel d'action, celui-ci ne se transmet pas le long de l'axone, mais « saute » de nœud de Ranvier en nœud de Ranvier. Ces « sauts » rapides augmentent d'autant la vitesse de l'influx nerveux.

## Histoire

Schéma de la conduction saltatoire montrant entre autres la gaine de myéline et les Nœuds de Ranvier.

Ce sont les physiologistes anglais Andrew Huxley et suisse Robert Stämpfli qui ont décrit en premier le comportement saltatoire de transmission du potentiel d'action. Leurs découvertes et expériences concernant la transmission du potentiel d'action et les recherches sur la conduction saltatoire ainsi que le rôle de la myéline dans la vitesse du message nerveux sont détaillés dans Reflections on muscle

## Principe fonctionnel
La gaine de myéline est générée par les cellules de Schwann, elles s'enroulent en spirale autour de la terminaison axonique. Puisque la myéline est un isolant électrique, elle ne permet pas la transmission du potentiel d'action. Chaque cellule de Schwann peut couvrir environ 1 millimètre de terminaison axonique par génération de gaine de myéline. Les espaces compris entre ces cellules de Schwann enroulées sont appelés Nœuds de Ranvier. 
Ces Nœuds de Ranvier correspondent à une zone où l'axone est exposé (la gaine de myéline est donc discontinue). L'axone, contrairement à la myéline, est conducteur. Permettant alors le passage du potentiel d'action (de nature électrique), les nœuds de Ranvier, sont placés à intervalles réguliers le long de l'axone. Sur un axone myélinisé, le message nerveux  se propage par bonds, sur les zones exposées de l'axone (nœuds de Ranvier), atteignant une vitesse d'environ 120m/s maximum. Là où sur un axone amyélinique le message nerveux ne se propagera pas par bonds, mais de manière continue sur la terminaison, entraînant une perte significative de vitesse (vitesse entre 10 et 75 m/s).
Cette propagation en bonds (ou en sauts) donne son nom à la conduction saltatoire. 

### Remarque
La vitesse de transmission du message nerveux peut aussi être augmentée avec l'augmentation du diamètre axonal. En effet plus un axone sera gros, plus le message se déplacera rapidement comme l'a démontré A. Huxley dans ses études sur les vitesses de potentiels d'action (1952).